# بارت ويلوبي
بارت ويلوبي (بالإنجليزية: Bart Willoughby)‏ هو موسيقي أسترالي، ولد في 12 سبتمبر 1960.

## وصلات خارجية
- بارت ويلوبي على موقع IMDb (الإنجليزية)
- بارت ويلوبي على موقع ألو سيني (الفرنسية)
- بارت ويلوبي على موقع ميوزك برينز (الإنجليزية)
- بارت ويلوبي على موقع ديسكوغز (الإنجليزية)
- بارت ويلوبي على موقع كينوبويسك (الروسية)